# توماس فولر (کشیش)
توماس فولر (انگلیسی: Thomas Fuller; ۱۶۰۸ – ۱۶ اوت ۱۶۶۱) تاریخ‌نگار و راهب اهل پادشاهی متحد بریتانیای کبیر و ایرلند بود. کتاب تاریخ جنگ مقدس که تاریخ جامعی از جنگ‌های صلیبی را براساس منابع اولیه ارائه می‌کند، اثر اوست.